# شیموس کولمن
شیموس کولمن (انگلیسی: Séamus Coleman؛ تلفظ: ‎/ˈʃeɪməs ˈkoʊlmən/‎، زادهٔ ۱۱ اکتبر ۱۹۸۸) یک بازیکن فوتبال اهل ایرلند است.
از باشگاه‌هایی که در آن بازی کرده‌است می‌توان به بلکپول، اورتون و باشگاه فوتبال اسلایگو راورز اشاره کرد. وی همچنین سابقه ۴۱ بازی برای تیم ملی فوتبال جمهوری ایرلند در کارنامه دارد.